# Walter Munk

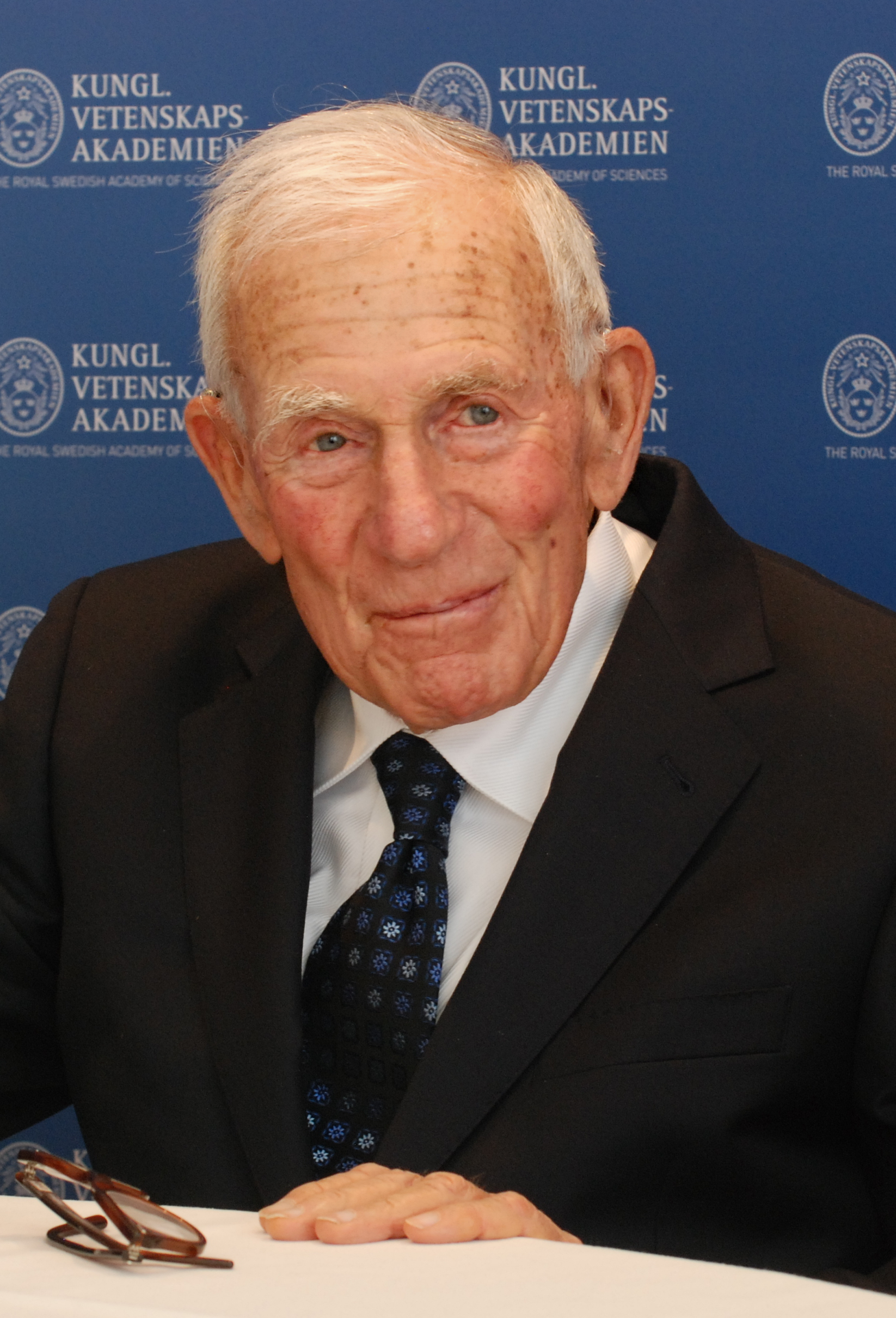
Walter Munk (2010)

Walter Heinrich Munk (* 19. Oktober 1917 in Wien, Österreich; † 8. Februar 2019 in La Jolla, Kalifornien) war ein US-amerikanischer Ozeanograph und Geophysiker österreichischer Herkunft. Er war Professor des Scripps Institution of Oceanography in La Jolla, Kalifornien, das zur University of California, San Diego (UCSD) gehört.

## Biografie
Nach seiner Jugend in Österreich wurde Munk 1932 von seiner Familie zum Schulbesuch nach New York geschickt. Er sollte eine Finanzkarriere in einer Bank mit geschäftlichen Verbindungen zu seiner Familie ergreifen. Seine Eltern, Hans Munk und Rega Brunner, wurden schon in seiner Kindheit geschieden. Sein Großvater mütterlicherseits, Lucian Brunner (1850–1914), war ein Wiener Bankier. Sein Stiefvater Rudolf Engelsberg (1889–1954) war vor 1938 Generaldirektor der österreichischen Salinen und Sektionsrat im Finanzministerium.
Munk arbeitete drei Jahre lang in der Bank und studierte an der Columbia University. Er hasste die Banktätigkeit und verließ die Firma, um das California Institute of Technology zu besuchen, wo er 1939 den B.S. erreichte. Er bewarb sich bei Scripps. Der neue Direktor von Scripps, der bekannte norwegische Ozeanograph Harald Ulrik Sverdrup, nahm ihn als Doktoranden an, wies ihn aber darauf hin, dass ihm für die nächsten zehn Jahre keine freie Stelle als Ozeanograph bekannt sei.
Am 20. Juni 1953 heiratete Munk Judith Horton. Sie war jahrzehntelang aktive Mitarbeiterin von Scripps, wo sie wesentliche Beiträge zur Architektur, der Planung des Campus und der Renovierung und Wiederverwendung von Gebäuden leistete. Judith Munk litt an Poliomyelitis und starb am 19. Juni 2006. Knapp fünf Jahre später, im Juni 2011, heiratete er Mary Coakley.
Munk erwarb 1939 nach dem Anschluss Österreichs ans Deutsche Reich die amerikanische Staatsbürgerschaft. Er meldete sich bei den Gebirgstruppen der U.S. Army. Dies war ungewöhnlich; die anderen jungen Männer von Scripps gingen als Reservisten zur Navy. Munk wurde schließlich vom Militärdienst befreit, um verteidigungsorientierte Arbeiten bei Scripps zu übernehmen. Er schloss sich einigen seiner Kollegen von Scripps zum U.S. Navy Radio and Sound Laboratory an, wo sie Methoden für die amphibische Kriegsführung entwickelten. Ihre Methoden wurden erfolgreich bei der Brandungsvorhersage für die alliierten Anlandungen in Nordafrika, im Pazifik und beim D-Day in der Normandie genutzt.

## Forschung
Munk schloss seinen M.S (Diplom) 1940 ab und promovierte (Ph.D.) 1947 über Ozeanographie an der University of California, Los Angeles. Nach dem Abschluss stellte ihn Scripps als Assistant Professor für Geophysik ein. Er wurde 1954 ordentlicher Professor.
Nach dem Zweiten Weltkrieg half Munk, Strömung, Vermischung und Wasseraustausch beim Bikini-Atoll im Südpazifik zu analysieren, wo die USA Atomwaffen testeten. Er trieb die Forschung über die Beziehung zwischen Wind und ozeanischer Zirkulation voran, wofür er den jetzt gebräuchlichen Begriff „wind driven gyres“ prägte.
In den 1950er Jahren befasste sich Munk mit den Schwankungen der Erdrotation. Er beobachtete Unregelmäßigkeiten durch geophysikalische Prozesse, wie den Impulsaustausch zwischen ozeanischen Strömungen und der festen Erde sowie den zwischen den polaren Eiskappen und den Ozeanen. Munk war Mitinitiator des Mohole-Projektes (1957–1966), eines Tiefbohrung-Projektes in die Erdkruste.
1963 leitete Munk eine Studie, die zeigte, dass sich Wellen von den Winterstürmen der südlichen Hemisphäre über Tausende von Meilen fortpflanzen und über alle Ozeane ausbreiten. Um den Weg und die Abnahme der Wellenpakete bei der Wanderung nordwärts zu verfolgen, richtete er Messstationen auf einem Großkreis von Neuseeland bis Alaska ein und maß die Druckschwankungen auf dem Meeresboden. Diese Arbeiten führten auch zur Entwicklung des Garrett-Munk-Spektrums, einer Formulierung einer kanonischen Form des Wellenzahlsspektrums der internen Wellen zur Beschreibung der internen Dynamik des Meeres im freien Ozean.
1968 wurde er Mitglied der JASON-Gruppe, eines Ausschusses von Wissenschaftlern, der die US-Regierung berät.
Seit 1975 trieben Munk und Carl Wunsch vom Massachusetts Institute of Technology die Entwicklung der akustischen Meerestomographie (Ocean Acoustic Tomography) voran. Diese Arbeiten führten schließlich zum ATOC-Experiment (Acoustic Thermography of the Ocean Climate) im Pazifik, mit dem großräumig integrierend die Temperaturänderungen durch die globale Erwärmung bestimmt werden sollten. Nach dem ursprünglichen Konzept sollten dabei von einer Schallquelle bei Heard Island im Indischen Ozean akustische Signale ausgesandt werden, die im Atlantik bis zu den Bahamas und im Pazifik bis zur kalifornischen Küste empfangen werden sollten. Wegen Bedenken hinsichtlich der Gefährdung von Meeressäugern wurde das Experiment auf den Nord-Pazifik verkleinert.

## Auszeichnungen und Mitgliedschaften (Auswahl)

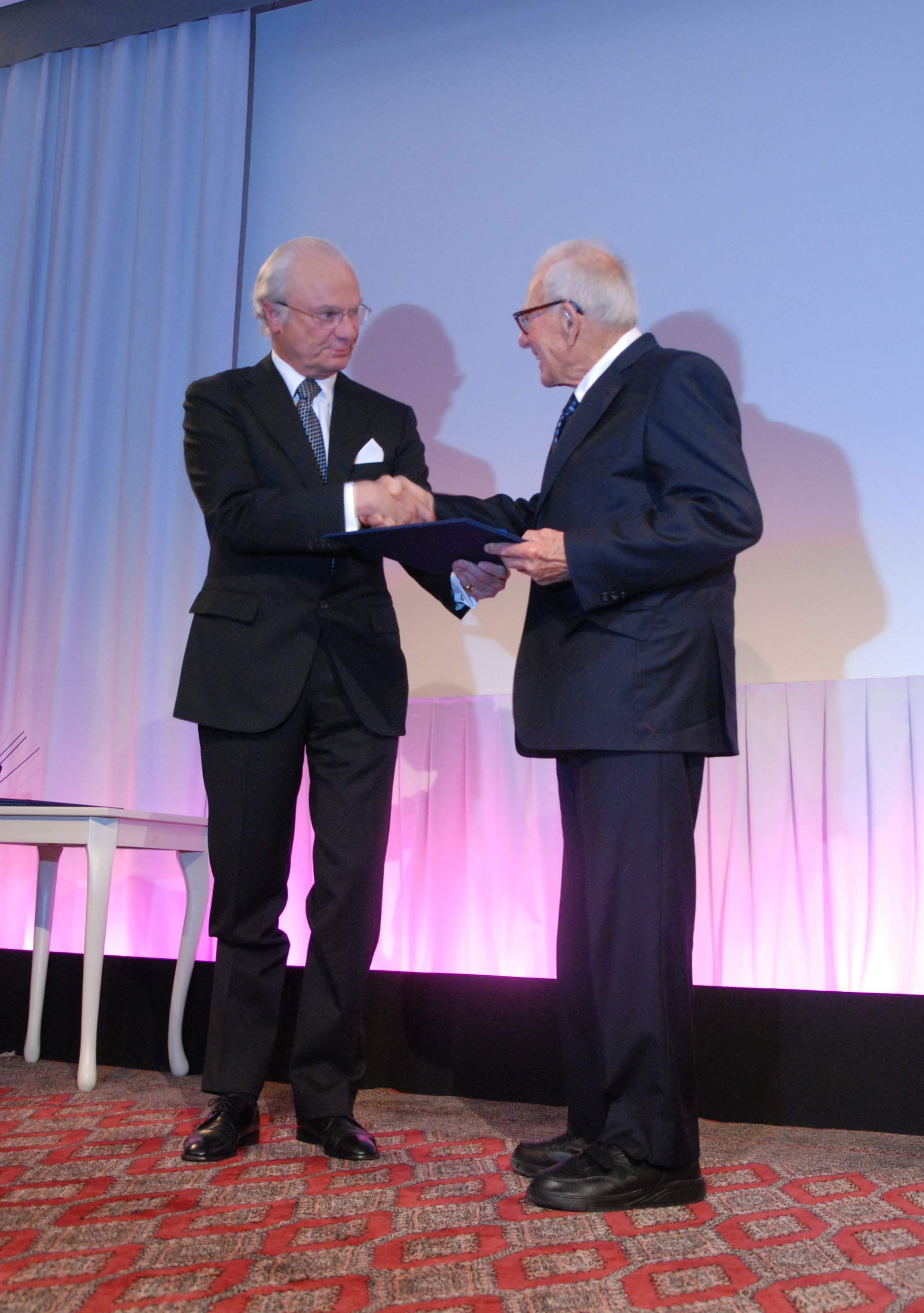
Schwedens König Carl XVI. Gustaf überreicht Munk den Crafoord-Preis (2010)

- 1948, 1953, 1962: Guggenheim-Stipendium
- 1956: Mitglied der National Academy of Sciences
- 1957: Mitglied der American Academy of Arts and Sciences
- 1965: Mitglied der American Philosophical Society
- 1968: Goldmedaille der Royal Astronomical Society
- 1970: Gibbs Lecture
- 1970: Mitglied der Leopoldina[3]
- 1976: Alexander Agassiz Medal
- 1983: National Medal of Science
- 1989: William Bowie Medal
- 1993: Vetlesen Prize
- 1994: Auswärtiges Mitglied der Russischen Akademie der Wissenschaften
- 1999: Kyoto-Preis
- 2010: Crafoord-Preis für Geowissenschaften „für seine bahnbrechende Forschung und grundlegenden Beiträge zum Verständnis der Meeresströmungen, Gezeiten und Wellen sowie deren Rolle in der Erddynamik.“

Im Jahr 2021 wurde ein aus 5200 m Tiefe 3803 m aufragender Tiefseeberg im mittleren Pazifik nach ihm Walter Munk-Guyot genannt.

## Veröffentlichungen
- W. H. Munk, Gordon J. F. MacDonald: The Rotation of Earth. Cambridge Univ. Press, 1960.
- W. H. Munk, P. Worcester, C. Wunsch: Ocean Acoustic Tomography. Cambridge Univ. Press, 1963, ISBN 0-521-47095-1.
- W. Munk: The circulation of the oceans. In: Scientific American. 193, September 1955, S. 96–104.